# Kanak Chanpa Chakma
Kanak Chanpa Chakma (Pakistan oriental, 1963) est une artiste peintre bangladaise d'origine chakma.
Elle est connue pour ses peintures représentant la vie des ethnies bangladaises vivant dans les régions montagneuses du pays, en particulier la vie des femmes et leur vie quotidienne, combinant le semi-réalisme et l'abstrait dans le même cadre.
Chanpa a reçu le prix Ekushey Padak en 2023 pour sa contribution à la peinture.

## Biographie
Kanak Chanpa Chakma naît le 6 mai 1963 dans les montagnes de Rangamati,, dans le Pakistan oriental, au Pakistan. Issue d'une famille Chakma, elle est la fille d'un homme d'affaires à la retraite et d'une créatrice de textiles et tisserande qui a remporté deux fois des prix nationaux pour son travail,.
Elle fréquente la faculté des Beaux-Arts (en) de l'Université de Dacca, au Bangladesh, où elle suit un atelier de gravure en 1985 puis obtient un Master of Fine Arts en 1986. La même année, elle suit un atelier de film d'animation auprès de G. Samant (Inde) à Film Archive, à Dacca. Elle étudie ensuite l'art à l'université d'État de Pennsylvanie, aux États-Unis, de 1993 à 1994, où elle reçoit la bourse de la Mid-American Arts Alliance,,.
Après avoir achevé ses études avec succès, elle retourne au Bangladesh. Elle épouse Khalid Mahmood Mithu (en), artiste et cinéaste, avec qui elle a deux enfants, devenus également artistes et musiciens. Elle cite sa famille comme étant les « premiers spectateurs » de ses peintures.
Dans son exposition personnelle, « Life is Here », qui s'est tenue en 2014 au Bengal Art Lounge à Dacca, Kanak Chanpa Chakma rend hommage à sa propre communauté, les Chakmas, à travers 80 peintures.

## Œuvre
Aux côtés d'artistes comme Dilara Begum Jolly, Atia Islam Anne, Fareha Zeba, Niloofar Chaman, Nazlee Laila Mansur et Murshida Arzu Alpana, Kanak Chanpa Chakma fait partie d'un mouvement de femmes artistes dont le travail féministe est devenu plus populaire dans les années 1990 au Bangladesh,.
Les œuvres de Kanak Chanpa Chakma se concentrent ainsi souvent sur les femmes, les hommes n'apparaissant que pour souligner la subjectivité et la centralité des femmes. Elle explique ainsi l'importance qu'elle accorde aux femmes dans ses peintures : « Dans les plaines comme dans les collines, les femmes sont acculées de la même manière, même si elles contribuent souvent plus que les hommes à la vie de leur famille. Je préfère donc mettre les femmes au centre de mes œuvres ».
Ses tableaux figurent principalement la vie de la tribu Chakma qui habite les régions montagneuses (Hill Tracts) du Bangladesh,. « La vision artistique de Chakma donne un aperçu unique de sa terre et de son peuple. » Elle cite les « couleurs vives des vêtements indigènes, les collines, les forêts, la culture du « jhum », les chutes d'eau d'un bleu immaculé, la danse et la musique ; en d'autres termes, tout ce qui définit la vie dans les régions vallonnées du Bangladesh » comme principales sources d'inspiration pour son travail, et dit avoir également été inspirée par Paul Gauguin et le mouvement impressionniste,.
Elle s'intéresse aussi à d'autre peuples indigènes, comme les autochtones d'Amérique installés à Albuquerque, aux États-Unis, auprès de qui elle vit pendant un an, grâce à la bourse American Alliance Fellowship, en 1994,. Elle note plusieurs similitudes entre les arts de son peuple et ceux de ces autochtones et tient une première exposition de peinture les représentant, puis plus tard une deuxième qui présente des portraits de ces deux peuples. Après avoir reçu une bourse chinoise, elle séjourne à Kunming, dans la province du Yunnan. Elle rencontre la tribu locale des Dalu, sur lesquels elle tient une exposition en 2010.
Ses peintures ont fait l'objet de plus de 100 expositions dans son pays et à l'étranger, notamment en Australie, en Inde, aux États-Unis, en Allemagne, en France et en Angleterre,. Sa source d'inspiration est la vie quotidienne du peuple Chakma et la beauté naturelle de sa ville natale, Rangamati, et elle met l'accent sur la représentation des minorités ethniques dans son travail.

## Publication
- Kanak Chanpa Chakma, Dacca, Duncan Brothers, 2005.

## Prix et reconnaissance
- 1992 : 2e prix de la compétition d'International Miniature Art, en Floride (États-Unis)[3]
- 1993 : prix Mid American Art Alliance Fellowship, États-Unis[3]
- 2001 : Best Prize, women of the XXI Century, Latin American Art Museum, Miami (États-Unis)[3]
- 2014 : prix du meilleur costume aux Prix nationaux du film du Bangladesh (en)[11]
- 2020 : nommée au prix Sovereign Asian Art, Hong Kong[5]
- 2023 : Ekushey Padak, par le gouvernement du Bangladesh[12]

## Conservation de ses œuvres
- Bangladesh
  - Musée national du Bangladesh, Dacca[3]
  - Ambassade de la Norvège, Dacca[3]
  - Parlement national du Bangladesh[3]
- Bhoutan
  - Musée national du Bhoutan (en), Thimphou[3]
- États-Unis
  - Latin American Art Museum, Miami[3]
  - National Museum of Women in the Arts, Washington, DC[3]